# Karrar

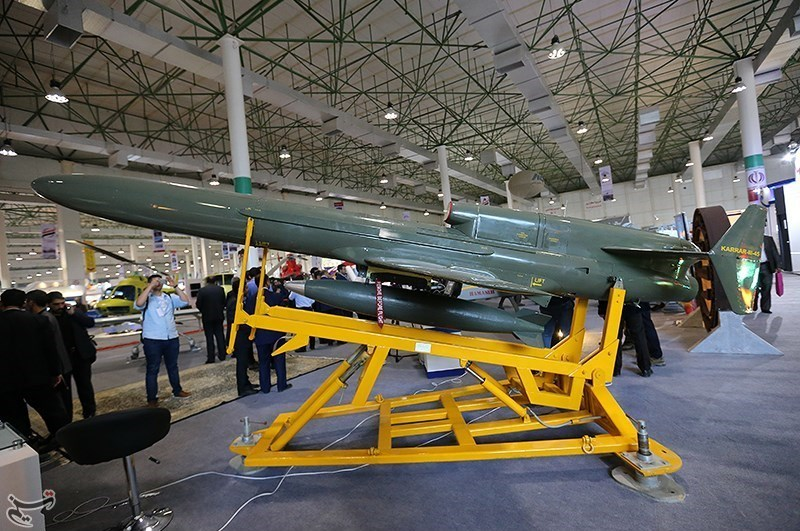

«Karrar» (карар — «атакуючий») — основний іранський ударний безпілотний літальний апарат.
За непідтвердженою інформацією, «карар» разрахований на «довгі дистанції», може також нести на собі чотири ракети класу «повітря-земля» або ж дві авіабомби бомби загальною вагою до 230 кг, дальність — до 1000 кілометрів. Максимальна швидкість 900 км/г.
За оцінкою фахівців, «Карар» є ніщо інше, як копія американської ракети 1950-х років, створеної на основі німецької «Фау-1» часів Другої світової війни.
Дрон був представлений президентом Ірану Махмудом Ахмадінежадом 22 серпня 2010 р. Ахмадінежад назвав дрона «послом смерті для ворогів людства». Він служить тільки як стримуючий фактор і самооборона.